# Аккум (Толебийский район)
Аккум (каз. Аққұм, до 2001 г. — Кызыласкер) — село в Толебийском районе Туркестанской области Казахстана. Входит в состав Аккумского сельского округа. Код КАТО — 515835200.

## Население
В 1999 году население села составляло 1223 человека (648 мужчин и 575 женщин). По данным переписи 2009 года, в селе проживало 1411 человек (714 мужчин и 697 женщин).